# Gliese 849 b

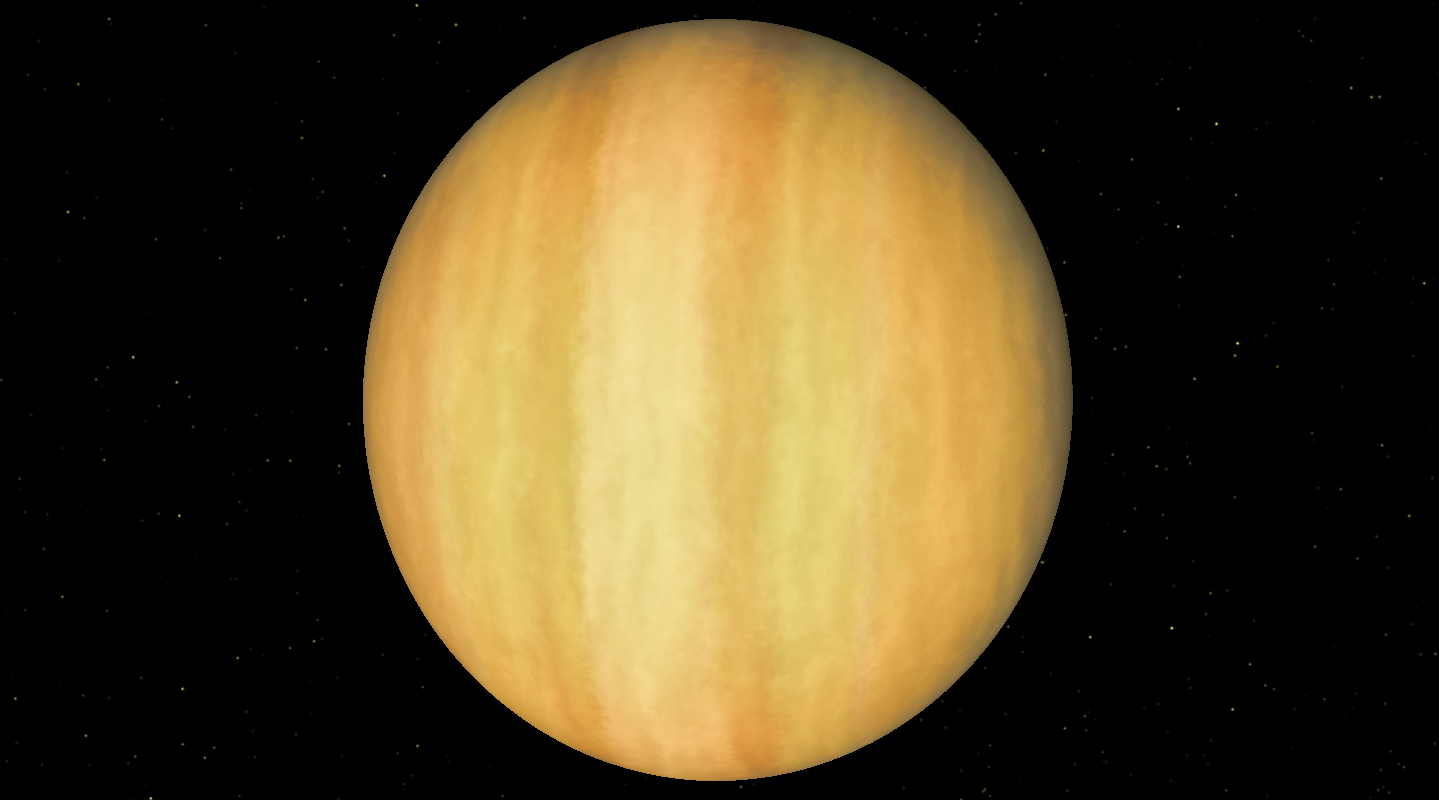
Simulation de l'exoplanète Gliese 849 b

Gliese 849 b est une exoplanète à 29 années-lumière de la Terre dans la constellation du Verseau. Elle fut découverte en août 2006 par Buccino qui utilisait la technique des vitesses radiales. Sa masse est inférieure à celle de Jupiter. La distance de la planète est 2,35 UA, et il lui faut 1890 jours pour tourner sur une orbite circulaire.